# Squaleen
Squaleen is een meervoudig onverzadigde koolwaterstof (een triterpeen) met als brutoformule C30H50. Het wordt in grote hoeveelheden gevonden in de leverolie van haaien (de naam squaleen verwijst naar Squalidae, een familie van haaien). Daarnaast komt het in kleine hoeveelheden (0,1 tot 0,7%) voor in sommige plantaardige oliën zoals olijfolie, en gist. In zuivere toestand is het een olieachtige vloeistof met een zwakke, aangename geur.
De stof komt ook in het lichaam voor als een tussenstof bij de biosynthese van cholesterol. Het komt ook voor in talg (sebum).
Squaleen absorbeert zuurstof en wordt daarbij viskeus zoals lijnzaadolie. Het werd voor het eerst geïsoleerd uit de leverolie van haaien door Mitsumaro Tsujimoto. Heilbron e.a. leidden de triterpeenstructuur van squaleen af. In 1936 kon Nobelprijswinnaar Paul Karrer de juiste chemische structuur bepalen.
Squaleen wordt gebruikt als bactericide en als tussenproduct in de productie van farmaceutische stoffen, organische kleurstoffen, rubberchemicaliën, aromatische stoffen en oppervlakteactieve stoffen. Ook sommige cosmetische stoffen bevatten squaleen als "huidregulator" en "weefselhersteller"; waarbij wordt verwezen naar de anti-oxiderende en cholesterol-regulerende eigenschappen van squaleen. Squaleen speelt een kleine rol bij het dateren van vingerafdrukken jonger dan 15 dagen. Vingers zitten tot 15 dagen nog vol met eiwitten, aminozuren, squaleen en cholesterol, waar veel uit af te leiden is. Door squaleen volledig te hydrogeneren verkrijgt men de overeenkomstige, verzadigde koolwaterstof squalaan.